# Йозеф Фридрих Вилхелм Албрехт фон Изенбург-Бюдинген-Меерхолц
Йозеф Фридрих Вилхелм Албрехт фон Изенбург-Бюдинген-Меерхолц (на немски: Joseph Friedrich Wilhelm Albrecht fon Isenburg-Büdingen-Meerholz; * 10 май 1772, Меерхолц, Гелнхаузен; † 14 март 1822, Меерхолц) е граф на Изенбург-Бюдинген в Меерхолц.

## Произход
Той е най-малкият син на граф Йохан Фридрих Вилхелм фон Изенбург-Бюдинген-Меерхолц (1729 – 1802) и съпругата му графиня Каролина фон Залм, вилд- и Рейнграфиня в Грумбах (1734 – 1791), дъщеря на вилд- и Рейнграф Карл Валрад Вилхелм фон Залм-Грумбах, граф фон Даун (1701 – 1763) и графиня Юлиана Франциска фон Прьозинг-Лимпург (1709 – 1775).Брат е на Карл Вилхелм Лудвиг (1763 – 1832) и Луиза Христиана Елеонора (1770 – 1808) омъжена на 23 декември 1784 г. за граф Александер фон Пюклер-Лимпург (1751 – 1820).
Йозеф Фридрих умира на 14 март 1822 г. в Меерхолц и е погребан там.

## Фамилия
Йозеф Фридрих се жени на 22 октомври 1818 г. в Кастел за графиня Доротея фон Кастел-Кастел (* 10 януари 1796, Кастел; † 6 септември 1864, Меерхолц), дъщеря на граф Албрехт Фридрих Карл фон Кастел-Кастел (1766 – 1810) и принцеса Амалия фон Льовенщайн-Вертхайм-Фройденберг] (1771 – 1823). Те имат две деца:
- Карл Фридрих фон Изенбург-Бюдинген-Меерхолц (1819 – 1900), граф на Изенбург-Бюдинген-Меерхолц, женен I. на 9 юни 1846 г. в Кастел за графиня Йохана фон Кастел-Кастел (1822 – 1863), II. на 21 ноември 1865 г. в Бюдинген за принцеса Агнес фон Изенбург-Бюдинген-Бюдинген (1843 – 1912)
- Берта Амалия Каролина Фердинанда (1821 – 1875), омъжена на 10 януари 1841 г. в Меерхолц за граф Георг Казимир фон Изенбург-Бюдинген-Филипсайх (1794 – 1875)